# Connantray-Vaurefroy

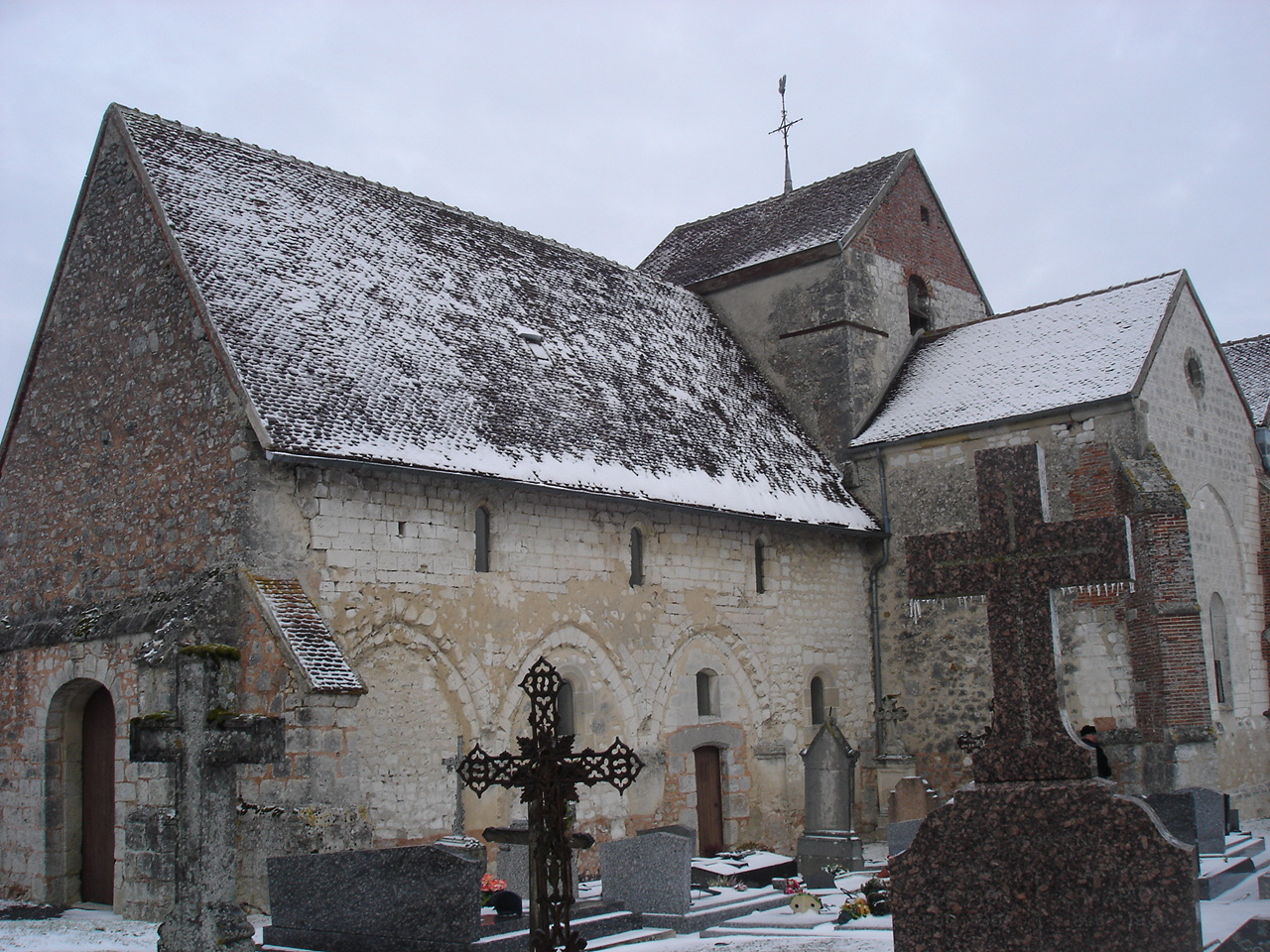
Kerk

Connantray-Vaurefroy is een gemeente in het Franse departement Marne (regio Grand Est) en telt 159 inwoners (1999). De plaats maakt deel uit van het arrondissement Épernay.

## Geografie
De oppervlakte van Connantray-Vaurefroy bedraagt 27,7 km², de bevolkingsdichtheid is 5,7 inwoners per km².
De onderstaande kaart toont de ligging van Connantray-Vaurefroy met de belangrijkste infrastructuur en aangrenzende gemeenten.

## Demografie
Onderstaande figuur toont het verloop van het inwonertal (bron: INSEE-tellingen).